# Carol I al Austriei
Script error: The module returned a nil value. It is supposed to return an export table.

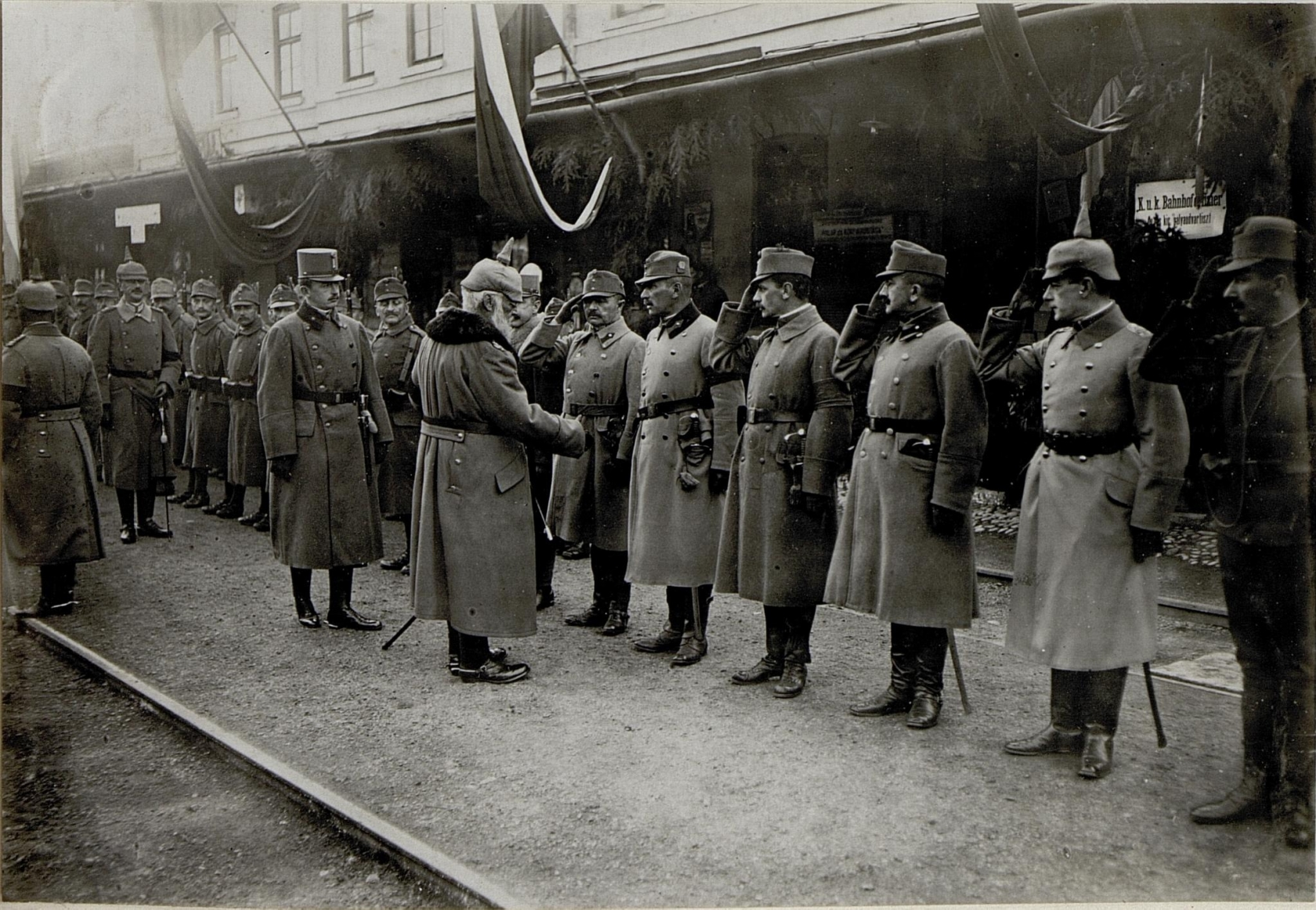
Arhiducele Carol îl primește pe regele Ludovic al III-lea al Bavariei în gara Sighișoara, 7 noiembrie 1916.

Carol I al Austriei sau  Carol al IV-lea al Ungariei (n. 17 august 1887, Persenbeug-Gottsdorf⁠(d), Austria Inferioară, Austro-Ungaria – d. 1 aprilie 1922, Funchal, Portugalia), născut Karl Franz Josef Ludwig Hubert Georg Maria – din dinastia Habsburg-Lorena, a fost ultimul împărat al Austriei (1916-1918) și totodată ultimul rege al Ungariei (sub numele de Carol al IV-lea), ultimul rege al Boemiei (sub numele de Carol al III-lea) etc.
Biserica Catolică l-a beatificat în anul 2004, cu sărbătoare pe 21 octombrie, ziua nunții sale.

## Viața
Părinții lui Carol au fost arhiducele Otto Franz al Austriei și prințesa Maria Josepha a Saxoniei. A fost de mic copil un creștin evlavios. Rupând tradiția, familia lui a decis să-l trimită la o școală publică, pentru a asista la experimentele științifice. În tandem cu pregătirea militară (în mare parte desfășurată în Boemia), prințul Carol a studiat dreptul și științe politice.
S-a căsătorit cu Zita de Bourbon-Parma în 21 octombrie 1911.
Au avut 8 copii (șase băieți și două fete). Fiul său cel mai mare, Otto von Habsburg, a decedat la 4 iulie 2011. Arhiducele Franz Ferdinand, care a fost asasinat în 1914 la Sarajevo, a fost unchiul lui Carol I al Austriei. Asasinarea unchiului său l-a făcut moștenitor al tronului imperial. În primii doi ani ai războiului, în calitate de feldmareșal, a comandat trupele austro-ungare în luptele de pe frontul italian, pe urmă de pe frontul răsăritean.
Carol I a devenit conducătorul Austriei în noiembrie 1916, după moartea împăratului Franz Josef, dar nu a fost încoronat ca împărat. La 30 decembrie 1916 a fost încoronat ca rege al Ungariei în Biserica Mátyás din Budapesta, sub numele de Carol al IV-lea al Ungariei. Soția sa, Zita, a fost încoronată ca regină a Ungariei. Carol I a încercat să încheie un armistițiu cu Franța, ducând tratative secrete prin Ottokar Czernin, ministrul său de externe, și prin prințul belgian Sixtus de Bourbon-Parma, cumnatul său.

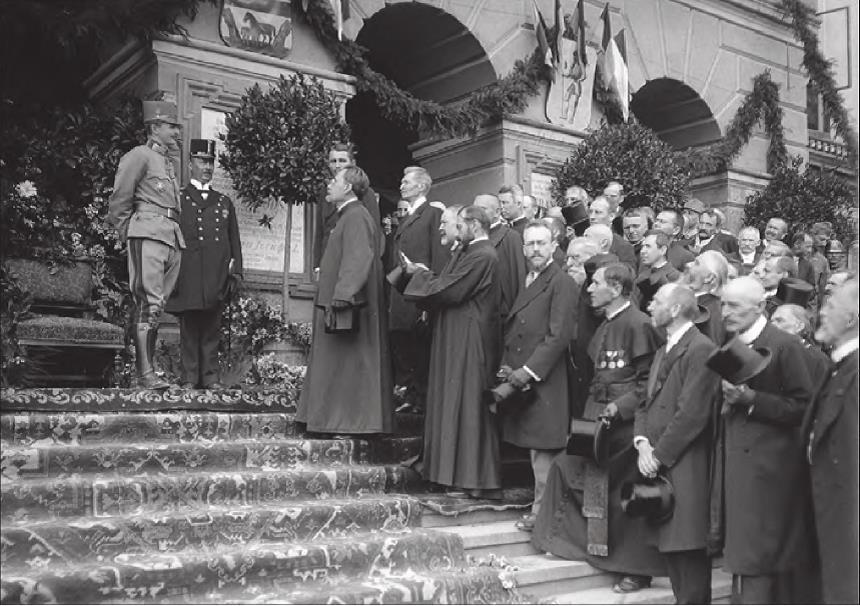
Împăratul Carol I al Austriei la Cernăuți, 1917

Carol I a renunțat la guvernare pe fondul înfrângerii Puterilor Centrale în Primul Război Mondial prin Manifestul de la 11 noiembrie, dar nu a abdicat. Carol I inițial a desemnat la 11 noiembrie 1918 noul guvern maghiar, iar pe urmă, la 13 noiembrie 1918, a renunțat la șefia statului. A fost forțat să plece în Elveția, escortat de britanici, după ce la data de 12 noiembrie 1918 parlamentarii austrieci au proclamat Republica Germană Austria, exemplul lor fiind urmat de cei maghiari, 4 zile mai târziu, proclamând Republica Democratică Maghiară. Evenimentele politice s-au precipitat: la 31 octombrie 1918 Mihály Károlyi era prim-ministrul desemnat de rege, dar la 11 ianuarie 1919 guvernul Ungariei a demisionat; două luni mai târziu, la 21 martie 1919, au ajuns la putere comuniștii. În iunie 1919 Béla Kun a devenit de facto șeful statului maghiar, fără a fi desemnat de rege și aprobat de parlament.

## Exilul
După pierderea tronului a fost exilat, dar a încercat de două ori fără succes să se întoarcă în Ungaria, sperând să fie recunoscut ca rege. Prima tentativă a fost în martie 1921, iar a doua în octombrie a aceluiași an, dar a fost respins în mod repetat de amiralul Miklós Horthy, care era regentul Ungariei.
Înfrânt și simțindu-se trădat, Carol a plecat la 1 noiembrie 1921 de la Baja pe Dunăre la Galați, iar de acolo pe insula Madeira (Portugalia), unde a murit în anul 1922, bolnav de pneumonie și în sărăcie.

## Canonizarea
În istoriografie a fost acreditată ideea că ar fi încercat să oprească Primul Război Mondial. În 1949 Biserica Romano-Catolică a inițiat o campanie de beatificare a împăratului Carol I al Austriei, pentru convingerile sale creștine pe care și-a întemeiat deciziile politice. La 3 octombrie 2004 a fost beatificat de papa Ioan Paul al II-lea.